# Écomusée berbère de la vallée de l'Ourika
Situé dans le village de Tafza au Maroc, l’Écomusée berbère de la vallée de l'Ourika est une institution culturelle privée, partenaire privilégié de la Maison de la photographie de Marrakech. Cet écomusée a vu le jour en avril 2009, et est à l'initiative de Hamid Mergani et Patrick Manac'h. C'est le premier écomusée au Maroc, qui a pour volonté de mieux faire connaître le Maroc berbère à travers sa collection.

## Qu'est-ce que l'Écomusée berbère?
L'Écomusée berbère de la vallée de l'Ourika est un musée où l'on montre les savoir-faire d'une population passée et « à venir ». Il met en valeur le mode de vie de la population berbère dans le passé et dans une logique de conservation pour l'avenir. 
Le sens de l'écomusée est donc à considérer ici dans son sens premier ; il s'agit d'un musée « vivant », qui dans une logique de développement, conserve le patrimoine d'une culture. 
Ainsi, des activités sont proposées au public, notamment en partenariat avec la population locale. Il organise des parcours de découverte de la vallée de l'Ourika. 
L'écomusée souhaite avant tout contribuer à faire vivre le village de Tafza, créer des liens avec la population locale, les différents acteurs de la vie culturelle. C'est un espace de partage ouvert à tous ceux qui ont le désir de découvrir autrement la vallée de l'Ourika.

## L'Écomusée berbère de la vallée de l’Ourika

### Le village de Tafza
Le village de Tafza est situé à 37 km de la ville de Marrakech, au Maroc, en bas de la vallée de l'Ourika, à proximité de Setti Fatma.
L'activité principale du village est la poterie, et ce depuis des temps ancestraux. Le nom même du village de Tafza exprime toute la symbolique liée au travail de la poterie.
L'étymologie vient du mot berbère tafsout qui désigne la saison du printemps, les récoltes de l'année, ainsi que la femme enceinte. Cela met en valeur le travail du potier, qui d’une terre infertile, crée des objets indispensables à la vie. 

### Le bâtiment
L'écomusée est installé dans « Talberj », appelé la tour par les habitants du village, restaurée avec des matériaux traditionnels, le pisé. La maison a été construite par deux frères, dans les années 1910-1920. Elle est située sur la place centrale du douar, c’est-à-dire du village.
L'architecture de Tafza, pierre et pisé, relève d’une société autarcique. Tafza offre tous les matériaux de construction nécessaires ; pierres de montagne, galets, paille, terres aux qualités multiples, bois, lauriers. Les couvertures des toitures sont en argile gris bleuté de Tafza, et pierres en grès rose de l’Oukaïmeden, les murs en terres blanches de Tafza. Le travail de restauration de l'Écomusée berbère a été effectué par des villageois.
Le bâtiment, tant dans sa disposition que dans sa décoration, représente la maison berbère, et donc l'univers de la femme, monde de la maternité et protecteur du foyer, opposé au monde hostile des hommes, à l'extérieur. La maison est espace porteur de signes, signes protecteurs, que l'on voit dans les dessins peints sur les façades de l’écomusée, par les motifs en pierre au-dessus des portes, par les motifs en pierre au-dessus des portes, par les motifs sur les portes (souvent le soleil et la fibule, symbole essentiel de la féminité). Cette symbolique complexe se trouve partout, sur les poteries, les meubles, les tissages, et bien sûr, les tatouages. Nous retrouvons toutes ses composantes dans l'écomusée.

### La collection
La collection de l'écomusée met en valeur la diversité de la culture berbère dans le Haut Atlas. Il présente une collection de poteries, de tapis et tissages, de bijoux, et de photographies destinée à conserver et valoriser la culture berbère.

#### Tapis et tapisseries
L’Écomusée berbère de la vallée de l'Ourika possède une collection importante de tapis, véritable miroir de la femme dans la culture berbère. Son travail, réalisé à la maison, est une création personnalisée, une « écriture du silence ». Le tapis berbère est le miroir de la femme, et la mariée, la grossesse, la naissance, l’accouchement, sont représentés diversement. Le motif des chaînes natales est à ce titre très significatif. Le tapis reflète souvent les différentes phases de la vie de la femme, aussi les expositions internationales récentes ont souligné que le tissage est un art fondamentalement féminin, on a même dit « matrixiel », témoin d’un temps préhistorique où la société était matriarcale. Les outils (peigne de tissage, fuseaux), indispensable à ce savoir-faire, sont également présent dans l’écomusée. 
L'activité de tissage est encore très présente actuellement dans le village de Tafza.

#### Poteries
La collection de poteries à l’Écomusée berbère est la plus importante du musée. Venant de diverses régions du Haut Atlas, elles mettent en valeur les savoir-faire du monde berbère. Elle est représentative de l’histoire de l’alimentation ; des barattes, pot servant à fabriquer le beurre, sont exposées, ainsi que différents plats à couscous ou encore cruches à lait. 

#### Bijoux
Les bijoux présents dans l’écomusée berbère mettent bien évidemment en valeur la présence de la femme dans la maison berbère. Ces bijoux, parures de fête, font partie de la dot de la future épouse. Ils restent la propriété de la femme et lui assurent sa sécurité matérielle, même en cas de divorce.
Les bijoux font partie du capital de la maison, il s'accroit avec le temps, et est un outil de mesure de la prospérité d’une famille.
Les types de bijoux les plus fréquents dans la plupart des communautés rurales sont les diadèmes, les boucles d’oreilles, les fibules, les colliers, les bracelets, les anneaux de cheville, les amulettes et les bagues. Les autres types de bijoux servent à parer celle qui les porte selon les normes tribales. Ils incarnent les normes esthétiques et les structures ornementales du groupe auquel elle appartient et s’identifie.
Les photographies de Besancenot, également exposées à l’écomusée de Tafza, mettent en valeur cette dimension esthétique, ces parures de fête caractéristiques du monde berbère. 

#### Photographies
De Jean Besancenot à Daniel Chicault, l'Écomusée berbère abrite une collection de photographies qui mettent en valeur la culture berbère, les savoir-faire liés au travail de tissage et de poterie, des portraits de Berbères. Ces photographies datent des origines de la photographie au Maroc aux années 1960. 
La collection met en avant le travail photographique de Daniel Chicault, de Jean Besancenot, de Marcelin Flandrin, de René Bertrand, de Robichez qui mettent en avant les paysages et les visages du Haut Atlas. 

#### Documentaires
L’Écomusée berbère de la vallée de l'Ourika diffuse aussi des documentaires anciens et en couleurs, sur les Berbères de la tribu Seksawa. Le documentaire de Daniel Chicault a une place primordiale dans la collection ; c’est le premier témoignage en couleur réalisée sur les tribus berbères du Haut Atlas en 1957.

## Sources
- Le guide de la ville rouge, décembre, janvier, février 2010
- Splendeurs du Maroc, Musée Royal de l’Afrique Centrale, Tervuren, 1998
- Écomusée berbère